# 大蟾蜍
大蟾蜍（學名：Bufo bufo）是蟾蜍科蟾蜍属的一种。除了愛爾蘭及某些地中海島嶼，它們廣佈在歐亞大陸，東至西伯利亞的伊爾庫茨克，南至非洲西北部的部份地區，包括摩洛哥、阿爾及利亞及突尼西亞。

## 特徵

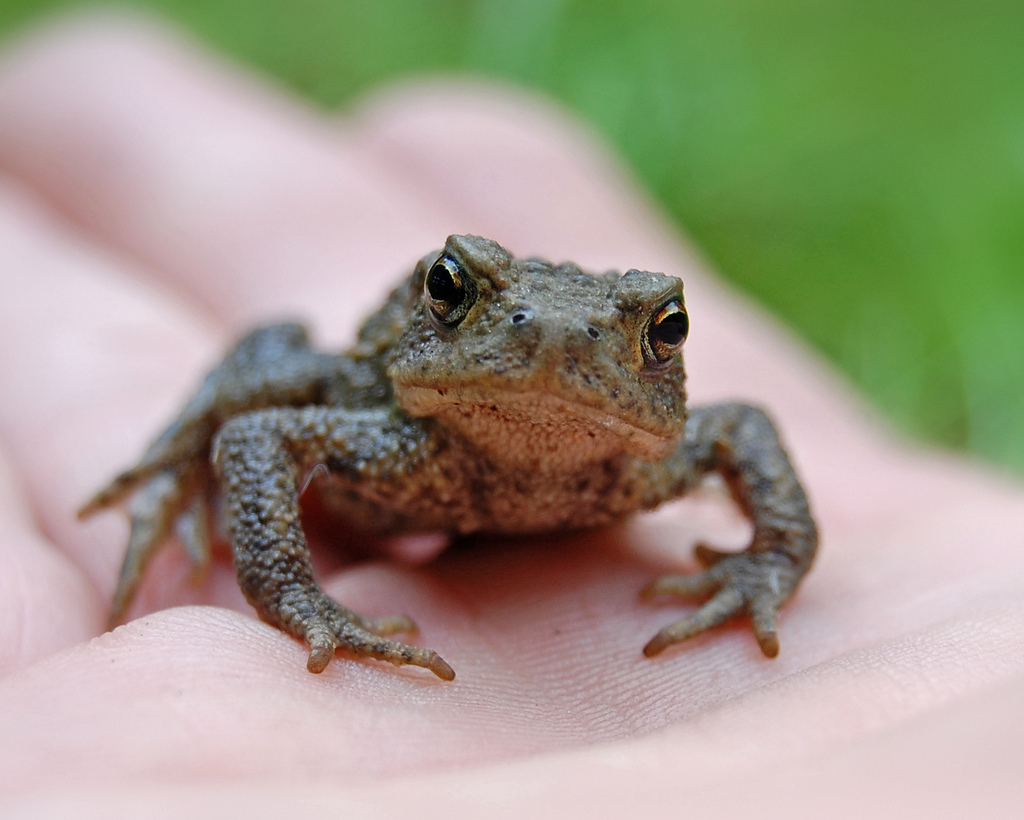
幼生大蟾蜍

成年雄性大蟾蜍一般長8厘米，雌性長13厘米，皮膚上有疙瘩，呈綠色至褐色。它們重約20-80克。

## 行為及繁殖
大蟾蜍於晚間覓食，在潮濕季節最為活躍。當遇著掠食者時，它們會分泌有毒及難聞的蟾蜍精。這些蟾蜍精足以趕走大部份掠食者，但卻對水游蛇及刺蝟無效。它們大部份時間都會留在陸上，雌蟾會走到池塘或其他水溝裡產卵。它們的卵會織成絲狀，而非青蛙般的塊狀。它們會於春天產卵。蝌蚪的頭部較大及較圓，尾巴較短。大蟾蜍被攻擊時會充氣膨脹，在德國曾發生大量蟾蜍爆炸。

## 食性
幼生大蟾蜍會吃螞蟻及細小的蒼蠅。成年的則會吃無脊椎動物，如昆蟲、昆蟲的幼蟲、蜘蛛、蛞蝓及蠕蟲，並會以帶有黏性的舌頭來捕捉。較大的大蟾蜍也會吃細小的爬行類及齧齒目，一般都會是活吞的。

## 外部連結
- Amphibians of Europe（页面存档备份，存于）
- BBC natureArchive.today的存檔，存档日期2012-12-23
- 大蟾蜍的图片 （页面存档备份，存于）